# دیورتیمنتو (آلبوم)
دیوِرتیمِنتو یک آلبوم موسیقی کلاسیک است اثر آهنگساز و موسیقی‌دان ایرانی، احمد پژمان. آلبوم صوتی و پارتیتور این اثر که برای کوئینتت زهی ساخته شده‌است، در قالب دومین اثر از مجموعهٔ پارتیتور خوانی‌های مؤسسهٔ خانهٔ هنر خرد، در ۳۱ تیر ۱۳۹۵ رونمایی و منتشر شد. احمد پژمان برای آهنگسازی این اثر، نامزد دریافت جایزهٔ باربد از سی و دومین جشنوارهٔ موسیقی فجر، و همچنین برندهٔ تندیس طلاییِ آلبوم برگزیدهٔ مدرن، کلاسیک ایرانی و ملل، از چهارمین جشن سالانهٔ موسیقی ما شده‌است.

## فرم اثر
دیورتیمنتو به عنوان یک قطعهٔ سازی، از نیمهٔ دوم قرن ۱۸ میلادی مورد استفاده قرار گرفت. یوزف هایدن ۶۶ و ولفگانگ آمادئوس موتزارت ۲۱ دیورتیمنتو ساخته‌اند. واژهٔ دیورتیمنتو، یک کلمهٔ ایتالیایی به معنای تفریح و سرگرمی است.
دیورتیمنتو نوعی سوییتِ سازی با فرمی آزادتر است که بیشتر برای گروه سازهای سولیست نوشته می‌شود. دیورتیمنتو اثر احمد پژمان، در ۴ بخش با عنوان‌های: «سوران»، «هنگام»، «شوش» و «خوارزم» نوشته شده و آهنگساز برای هر بخش از آن، از موسیقی ایرانی بهره گرفته‌است.

## یادداشت آهنگساز
احمد پژمان در یادداشت ضمیمهٔ این اثر نوشته‌است:
«دیوِرتیمِنتو (Divertimento) اثری است شکل گرفته با معیارهای شخصی و فارغ از قید و بند سفارش. آن را ابتدا در سال ۱۳۸۷ برای ارکستر زهی نوشتم اما محدودیت‌های اجرایی برای ارائه‌اش در پارتیتور خوانی سبب شد برای کوئینتت زهی تغییرش دهم. در این اثر از موتیفهای آشنای ایرانی، ردیف و موسیقی اقوام و نواحی ایران استفاده کرده‌ام. فرم‌ها بعضی آزادند و بعضی دیگر نزدیک به فرم‌های موسیقی کلاسیک.»

## دست‌اندرکاران
- آهنگساز: احمد پژمان
- ویلن یک و دو: علی جعفری پویان
- ویولا: سهراب برهمندی
- ویولنسل و کنترباس: آتنا اشتیاقی
- ضبط موسیقی: سهیل پیغمبری
- استودیو: کنگان پارسه
- میکس و مسترینگ: حامی حقیقی
- ناظر ضبط: مانی جعفرزاده
- آماده‌سازی پارتیتور برای انتشار: علی صمدپور، سیاوش روشن و هومن خلعتبری
- مدیر اجرایی: فاطمه فرهادی
- مدیر هنری: علی صمدپور
- انتشارات: مؤسسهٔ خانهٔ هنر منظومهٔ خِرَد
- طراح جلد: امید نعم الحبیب، مهسا قلی‌نژاد، استودیو ملی[۱۵]